# Vincent Paulos Kulapuravilai
Vincent Paulos Kulapuravilai (ur. 22 stycznia 1964 w Anakkarai) – indyjski duchowny syromalankarski, od 2010 biskup Marthandom.

## Życiorys
Święcenia kapłańskie przyjął 2 stycznia 1991 i został inkardynowany do eparchii Marthandom. Był m.in. dyrektorem centrum młodzieżowego, kierownikiem urzędu kurialnego ds. katechezy, a także wykładowcą seminarium.
25 stycznia 2010 został mianowany biskupem Marthandom, zaś 13 marca 2010 przyjął chirotonię biskupią z rąk zwierzchnika Kościoła Syromalankarskiego, Baseliosa Cleemisa Thottunkala.